# Isabella May
Isabella May, später als Isabell May bekannt, (* 22. Juni 1850 im Stadtteil Hoxton, Borough of Hackney, London, England; † 1. Mai 1926 in Deodara, Kingston upon Thames, London, England) war eine englisch-neuseeländische Suffragette, Teil der Abstinenzbewegung, Mitglied der Women’s Christian Temperance Union New Zealand (WCTU NZ) und eine Reformerin in Bezug auf Kleidung.

## Frühes Leben
Isabella Malcolm wurde am 22. Juni 1850 als Tochter und eines von fünf Kindern der Eheleute Jemima Crawford Souter und dem Brauereiangestellten Andrew Wilson Malcolm, im Stadtteil Hoxton der Londoner Borough of Hackney geboren. Beide Eltern stammten aus Schottland. Eine ihrer Schwestern war Catherine Wilson Malcolm, die später als Kate Sheppard in Neuseeland berühmt werden sollte. 1858 zog die Familie, die Mitglied in der presbyterianischen Kirche war, nach Dublin, wo die Kinder von einer irischen Krankenschwester betreut wurden. Als der Vater 1862 starb, entschied die Mutter einige Zeit später mit ihren Kindern nach Neuseeland auszuwandern.

## Neuseeland
1868 ging die Familie an Bord der Matoaka und erreichten am 8. Februar 1869 den Hafen von Lyttelton. Sie fanden in Christchurch ein Zuhause und schloss sich dort der Trinity Congregational Church an. Isabella, nun mindestens 20 Jahre alt, wurde ein aktives Mitglied der Ladies' Association der Stadt. Auch verschwand das „a“ am Ende ihres Namens und sie wurde nur noch Isabell genannt.

## Ehe
Am 7. September 1879 heiratete Isabell in Christchurch den Tuchmacher Henry Ernest May, der Filialleiter bei George Beath, dem Ehemann von Isabells Schwester Marie war. In den ersten sieben Jahren ihrer Ehe bekam Isabell vier Kinder und interessierte sich für Friedrich Fröbels Methoden der frühkindlichen Erziehung. Die Familie baute im Stadtteil Riccarton 1883 ein großes Haus und 1887 bezog ihre Schwester Kate auf dem Nachbargrundstück ihren Bungalow.

## Women’s Christian Temperance Union
Nach dem Besuch von Mary Leavitt im Jahr 1885, die als Abgesandte der Woman’s Christian Temperance Union aus den Vereinigten Staaten durch Neuseeland reiste und Vorträge zu ihrer Organisation und ihren Zielen hielt, schloss sich Isabell dem Zweig der Women’s Christian Temperance Union New Zealand (WCTU NZ) in Christchurch an und wurde zur Superintendentin für Hygiene in der lokalen als auch in der nationalen Organisation gewählt. Isabell befasste sich mit unterschiedlichen Gesundheitsthemen, wobei die Vollwertkost, die Vorteile von Bewegung und frischer Luft, das Radfahren und passende bequeme Kleidung nur einige davon waren. Zu letzterem hielt sie 1885 in Christchurch ihren ersten Vortrag über eine Kleiderreform. Sie sprach sich darin für locker sitzende Wollkleidung aus, die allen entsprechend gute Bewegungsfreiheit bieten sollte.
Sie wurde Mitglied der Rational Dress Society, die ihren Sitz in London hatte, und erklärte 1893 in einer Einleitung zu der Broschüre „Notes on dress reform and what it implications“ von K. Walker und J. R. Wilkinson, dass das Design einer Kleidung,

“..., allow individual liberty to express itself by each one wearing a dress that is essentially rational in its design and otherwise in accordance with the wearer's taste, …”

„..., die individuelle Freiheit sich auszudrücken erlauben sollte, indem jeder ein Kleidungsstück trägt, das in seinem Design im Wesentlichen rational ist und ansonsten dem Geschmack des Trägers entspricht, …“

Isabell wurde mit ihrer Schwester Kate und ihren Ehemännern zu Verfechtern des Knickerbocker suit (Anzug). Kate und Isabell arbeiteten eng zusammen, als es um die Kampagne für das Frauenwahlrecht in Neuseeland ging. Isabell unterstützte ihre Schwester bei Vorträgen und bei der Gründung von Organisationen oder Aktivierung von Gruppen in den verschiedenen Orten. Als 1892 das Canterbury Women’s Institute gegründet wurde, übernahm Isabell die Position der ersten Vorsitzenden des Health Department und wurde in das Komitee der Christian Ethical Society gewählt.

## England
1893 zog Isabell mit ihrer Familie nach England, wo sie sich den dortigen feministischen Gruppen anschloss. Als neuseeländische Delegierte der WCTU NZ nahm sie an der Sitzung der Women’s Liberal Federation in London teil, die am 10. Juni 1896 stattfand. Auf der Jahreshauptversammlung der Society for the Abolition of the State Regulation of Vice, deren Präsidentin Josephine Butler war, wurde sie als Rednerin eingeladen.

## Neuseeland
1897 kehrte Isabell mit ihrer Familie zurück nach Neuseeland. Im selben Jahr wurde sie in Christchurch zur Präsidentin des Canterbury Women’s Institute gewählt. An der zweiten Sitzung des National Council of Women of New Zealand nahm sie als Delegierte des WCTU NZ teil. 1898 zog sie nach Auckland und nahm noch im selben Jahr als Vertreterin von Auckland an der WCTU's Leeston Convention of Workers and Friends teil.

## China
Um 1900 lebte die Familie für kurze Zeit in China. Der Grund der Reise ist nicht bekannt.

## England
Anschließend zog die Familie wieder nach England, wo sie sich in der Nähe von London niederließ. Isabell engagierte sich in England weiterhin in der Frauenbewegung und wurde Gründungsmitglied des Lyceum Club, der als Frauenorganisation Persönlichkeiten aus Literatur, Kunst und Wissenschaft als Mitglieder hatte.
Isabella May verstarb am 1. Mai 1926 in ihrem Haus in Kingston upon Thames. Sie hinterließ ihren Mann, zwei Töchter und zwei Söhne.